# چارلز ادواردز
چارلز ادواردز (انگلیسی: Charles Edwards؛ زادهٔ ۱ اکتبر ۱۹۶۹) بازیگر اهل بریتانیا است.  وی از سال ۱۹۹۳ میلادی تاکنون مشغول فعالیت بوده‌است.

## گزیدهٔ آثار

### سینما
- دوک (۲۰۲۰)
- دیانا (۲۰۱۳)
- بتمن آغاز می‌کند (۲۰۰۵)

### تلویزیون
- دانتون ابی (۲۰۱۳–۲۰۱۲)
- ارباب حلقه‌ها: حلقه‌های قدرت (۲۰۲۲)